# Liste der Kulturdenkmale im Landkreis Sömmerda

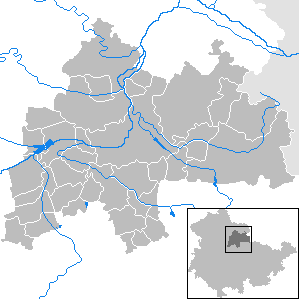
Karte des Landkreises Sömmerda

Wappen des Landkreises

Diese Liste enthält die Kulturdenkmale im Landkreis Sömmerda. Grundlage ist die Denkmalliste des Landkreises Sömmerda. Die Angaben in den einzelnen Listen ersetzen nicht die rechtsverbindliche Auskunft der zuständigen Denkmalschutzbehörde.

## Aufteilung
Wegen der großen Anzahl von Kulturdenkmalen im Landkreis Sömmerda ist diese Liste in Teillisten nach den Verwaltungsgemeinschaften, Städten und Gemeinden aufgeteilt.

### Verwaltungsgemeinschaft Gera-Aue
| Stadt/Gemeinde | Karte | Kulturdenkmale | Bild eines Denkmals |
| -------------- | ----- | -------------- | ------------------- |
| Andisleben     |       | Kulturdenkmale | Kirche              |
| Gebesee        |       | Kulturdenkmale | Schloss             |
| Ringleben      |       | Kulturdenkmale | Kirche              |
| Walschleben    |       | Kulturdenkmale | Gasthaus            |

### Verwaltungsgemeinschaft Gramme-Vippach
| Stadt/Gemeinde | Karte | Kulturdenkmale | Bild eines Denkmals |
| -------------- | ----- | -------------- | ------------------- |
| Alperstedt     |       | Kulturdenkmale | Kirche              |
| Eckstedt       |       | Kulturdenkmale | Schloss             |
| Großmölsen     |       | Kulturdenkmale | Waidmühlstein       |
| Großrudestedt  |       | Kulturdenkmale | Kirche              |
| Kleinmölsen    |       | Kulturdenkmale | Kirche              |
| Markvippach    |       | Kulturdenkmale | Wasserburg          |
| Nöda           |       | Kulturdenkmale | Kirche              |
| Ollendorf      |       | Kulturdenkmale | Kirche              |
| Schloßvippach  |       | Kulturdenkmale | Ratskeller          |
| Sprötau        |       | Kulturdenkmale | Kirche              |
| Udestedt       |       | Kulturdenkmale | Turm                |
| Vogelsberg     |       | Kulturdenkmale | Kirche              |

### Verwaltungsgemeinschaft Kindelbrück
| Stadt/Gemeinde | Karte | Kulturdenkmale | Bild eines Denkmals          |
| -------------- | ----- | -------------- | ---------------------------- |
| Büchel         |       | Kulturdenkmale | Kirche                       |
| Griefstedt     |       | Kulturdenkmale | Evangelische Dorfkirche 2012 |
| Günstedt       |       | Kulturdenkmale | Kirche                       |
| Kindelbrück    |       | Kulturdenkmale | Rathaus                      |

### Verwaltungsgemeinschaft Kölleda
| Stadt/Gemeinde | Karte | Kulturdenkmale | Bild eines Denkmals |
| -------------- | ----- | -------------- | ------------------- |
| Großneuhausen  |       | Kulturdenkmale | Kirche              |
| Kleinneuhausen |       | Kulturdenkmale | Kirche              |
| Kölleda        |       | Kulturdenkmale | Rathaus             |
| Ostramondra    |       | Kulturdenkmale | Schloss             |
| Rastenberg     |       | Kulturdenkmale | Stadtmauer          |

### Verwaltungsgemeinschaft Straußfurt
| Stadt/Gemeinde  | Karte | Kulturdenkmale | Bild eines Denkmals |  |
| --------------- | ----- | -------------- | ------------------- |  |
| Gangloffsömmern |       | Kulturdenkmale | Kirche              |  |
| Haßleben        |       | Kulturdenkmale | Kirche              |  |
| Riethnordhausen |       | Kulturdenkmale | Kirche              |  |
| Schwerstedt     |       | Kulturdenkmale | Kirche              |  |
| Straußfurt      |       | Kulturdenkmale | Kirche              |  |
| Werningshausen  |       | Kulturdenkmale | Pfarrhaus           |  |
| Wundersleben    |       | Kulturdenkmale | Kirche              |  |

### Städte
| Stadt/Gemeinde | Karte | Kulturdenkmale | Bild eines Denkmals |
| -------------- | ----- | -------------- | ------------------- |
| Sömmerda       |       | Kulturdenkmale | Stadtmauer          |
| Weißensee      |       | Kulturdenkmale | Windmühle           |

### Gemeinden
| Stadt/Gemeinde                             | Karte | Kulturdenkmale | Bild eines Denkmals |
| ------------------------------------------ | ----- | -------------- | ------------------- |
| Buttstädt                                  |       | Kulturdenkmale | Rathaus             |
| Elxleben                                   |       | Kulturdenkmale | Villa               |
| Witterda, Erfüllende Gemeinde von Elxleben |       | Kulturdenkmale | Kirche              |